# 苯丙酮尿症
苯丙酮尿症，又稱苯酮尿症（縮寫為PKU），是一種遺傳性代謝缺陷，肇因於苯丙氨酸的代謝能力下降。如果不接受治療，苯丙酮尿症可能引起智能障礙、癲癇發作、帶來行為問題以及精神疾患；患者可能也會帶有發霉氣味跟較淺的膚色。如果產婦患者沒有好好接受治療，可能會帶給婴儿心臟疾病、小頭畸形，或導致婴儿出生體重過低。
苯丙酮尿症係為一種遺傳疾病承襲自父母，由於苯丙氨酸羥化酶（簡稱為 PAH）基因變異使得酶的產量低下，導致飲食中攝取的苯丙胺酸堆積，達到可能會中毒的濃度。此症為隱性遺傳，意即必然是患者父母雙方的基因複製皆發生變異，才會導致患者罹患此症。苯丙酮尿症有兩種型態，典型 PKU 跟變型 PKU，差異在於酶是否功能正常。僅從父母之一遺傳到變異基因複製者通常不會有症狀。有許多國家提供新生兒篩檢以過濾出此症。
治療方式為採用低苯丙氨酸的飲食及特殊補充劑，必須給嬰兒患者服用特殊配方奶粉佐以少量母乳。在嬰兒誕生後，必須盡快讓其開始低苯丙氨酸的飲食，如果不能終生維持，至少需持續十年。如果嚴格執行飲食限制，早期診斷出此症的患者仍可以跟常人一般健康，壽命與常人無異。療效需依定期接受血液檢查來監測。患者需要避免某些生活中常见的食品添加剂，比如，患者需要避免摄入阿斯巴甜。
在1.2萬新生兒中約有1人會罹患苯丙酮尿症，男性和女性的患病機率一致。1934 年，挪威醫生Ivar Asbjørn Følling發現此症，1953 年，發現此症受飲食影響甚鉅。2014 年提出的基因治療雖受到期待，但仍有賴大量的學術研究支持。

## 苯丙酮尿症發現
1934年挪威的佛寧（Folling）醫師在家族性智障病患的尿液中發現有特殊陳腐物味道，後來才知道該物質是苯丙酮酸 （Phenylpyruvic Acid），在1937年正式命名為苯酮尿症（Phenylketonuria；PKU）。苯酮尿症是一種體染色體隱性遺傳疾病，主要是由於體內苯丙胺酸 （Phenylalanine；Phe）羥化（Hydroxylation）成酪胺酸（Tyrosine；Tyr）的代謝途徑機能障礙所引起的先天代謝異常疾病。目前已知有五種不同的酶缺陷會造成此種代謝機能障礙；這些酶包括有苯丙胺酸羥化酶（Phenylalanine Hydroxylase；PAH）、鳥嘌呤核苷三磷酸環化水解酶Ⅰ（GTP CyclohydrolaseⅠ；GTPCHⅠ）、丙二酮四氫喋呤合成酶（6-pyruvoyl Tetrahydropterin Synthase；PTPS）、雙氫喋啶還原酶（Dihydropteridine Reductase；DHPR）及喋呤甲醇胺脫水酶（Pterin-4α-Carbinolamine Dehydratase；PCD）。依其酶缺乏的不同，會有不同的臨床症狀及診斷方法，其治療方法也不相同。